# 데이비드 리 로스
데이비드 리 로스(David Lee Roth, 1954년 10월 10일 ~ )는 미국의 록 가수, 작곡가, 배우, 작가, 그리고 전직 라디오 방송인이다. 그는 거칠고 활기찬 무대 캐릭터로 가장 잘 알려져 있으며, 1974년부터 1985년까지, 1996년까지, 그리고 2006년부터 2020년까지 3차례에 걸쳐 하드 록 밴드 반 헤일런의 리드 싱어로도 유명하다. 그는 또한 미국 음반 산업 협회 인증을 받은 수많은 골드와 플래티넘 음반을 발매하며 성공적인 솔로 가수로도 알려져 있었다. 20년 이상 떨어져 있다가, 로스는 2006년 반 헤일런의 북미 투어를 위해 다시 합류했는데, 이 투어에서 반 헤일런은 이 밴드의 역사상 가장 높은 수익을 올렸고, 그 해 가장 높은 수익을 올린 투어 중 하나가 되었다. 2012년, 로스와 반 헤일런은 컴백 음반 《A Different Kind of Truth》를 발매했다. 2007년, 그는 반 헤일런의 멤버로서 로큰롤 명예의 전당에 헌액되었다.

## 음반 목록

### 솔로
- Eat 'Em and Smile (1986)
- Skyscraper (1988)
- A Little Ain't Enough (1991)
- Your Filthy Little Mouth (1994)
- DLR Band (1998)
- Diamond Dave (2003)

### 반 헤일런
- Van Halen (1978)
- Van Halen II (1979)
- Women and Children First (1980)
- Fair Warning (1981)
- Diver Down (1982)
- 1984 (1984)
- A Different Kind of Truth (2012)